# الاحتراف في كرة القدم النسائية

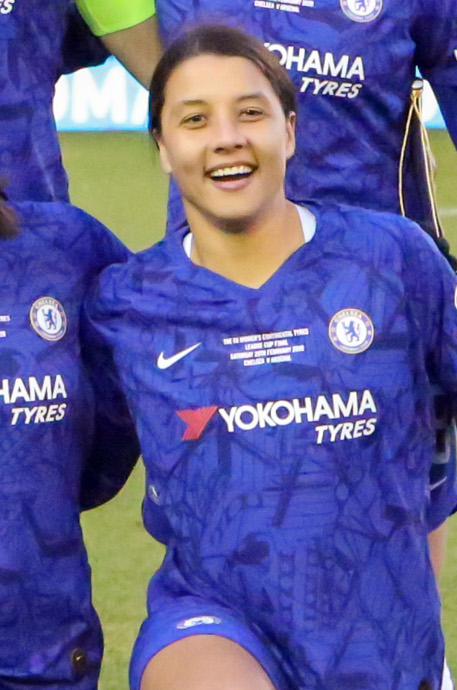
سام كير تُعتبر من بين أعلى اللاعبات أجرًا في كرة القدم النسائية على مستوى العالم، حيث تكسب أكثر من 500,000 دولار أمريكي سنويًا. عندما لعبت في الدوري الوطني لكرة القدم النسائية عام 2013، كان الحد الأقصى للراتب المسموح به 30,000 دولار.

مثل كرة القدم الرجالية، نشأت كرة القدم النسائية بشكل هاوٍ، لكنها واجهت قيودًا وحظرًا في عدة دول مما أدى إلى تباطؤ نموها واحترافها مقارنةً بـ كرة القدم الرجالية. منذ نهاية القرن العشرين، ازداد نمو البطولات النسائية بالتزامن مع ازدياد شهرة كأس العالم للسيدات الذي أُطلق عام 1991.

## التاريخ

### النجاحات الأولى في جمع التبرعات
كان نادي ديك، كير ليديز إف. سي.، وهو نادي كرة قدم نسائي مبكر في بريستون، لانكشاير، إنجلترا، مرتبطًا ارتباطًا وثيقًا بالأعمال الخيرية خلال الحرب العالمية الأولى والفترة بين الحربين. مع انخفاض الطلب على الفحم بعد الحرب، واجهت مجتمعات التعدين في إنجلترا نزاعات مع شركات التعدين التي أصبحت أكثر خصوصية، مما أدى إلى تنظيم عمال المناجم لعملهم. خلال نزاع على الأجور بين عمال المناجم وأصحاب المناجم، أغلق أصحاب المناجم أبواب المناجم في ويغان ولي في مانشستر الكبرى في 1 أبريل 1921، وألهم النجاح الخيري لنادي ديك، كير ليديز تشكيل أندية كرة القدم النسائية التي بدأت في لعب المباريات في مايو 1921 لجمع الأموال للإغاثة في حالات الطوارئ. وشملت هذه المباريات جمع الأموال لدعم مطابخ الحساء لعمال المناجم الذين اُغلقت أبواب المناجم أمامهم، مما أدى إلى تسمية بعض هذه المباريات بـ "مباريات حساء البازلاء". استمر تنظيم المباريات لجمع الأموال بعد انتهاء نزاع عمال المناجم في يونيو 1921.
على الرغم من أنها كانت أكثر شعبية من بعض الفعاليات الرياضية للرجال — حيث شهدت إحدى المباريات حضور 53,000 مشجعًا — حظرت الاتحاد الإنجليزي لكرة القدم (F.A.) كرة القدم النسائية من ملاعب الأعضاء في ديسمبر 1921، حيث صرح الاتحاد بأن "لعبة كرة القدم غير مناسبة تمامًا للإناث ولا ينبغي تشجيعها" وأشار جزئيًا إلى شكاوى حول "استخدام العائدات لأغراض غير خيرية" في تبريره.
وقد جادل اللاعبون وكتّاب كرة القدم بأن هذا الحظر كان بسبب الحسد من الحشود الكبيرة التي جذبها مباريات النساء، ولأن الاتحاد الإنجليزي لم يكن يسيطر على الأموال الناتجة عن لعبة النساء. قالت لاعبة ديك، كير ليديز أليس بارلو: "لم نتمكن من تفسير ذلك سوى بالحسد. كنا أكثر شعبية من الرجال وكانت بواباتنا الأكبر لصالح الأعمال الخيرية".

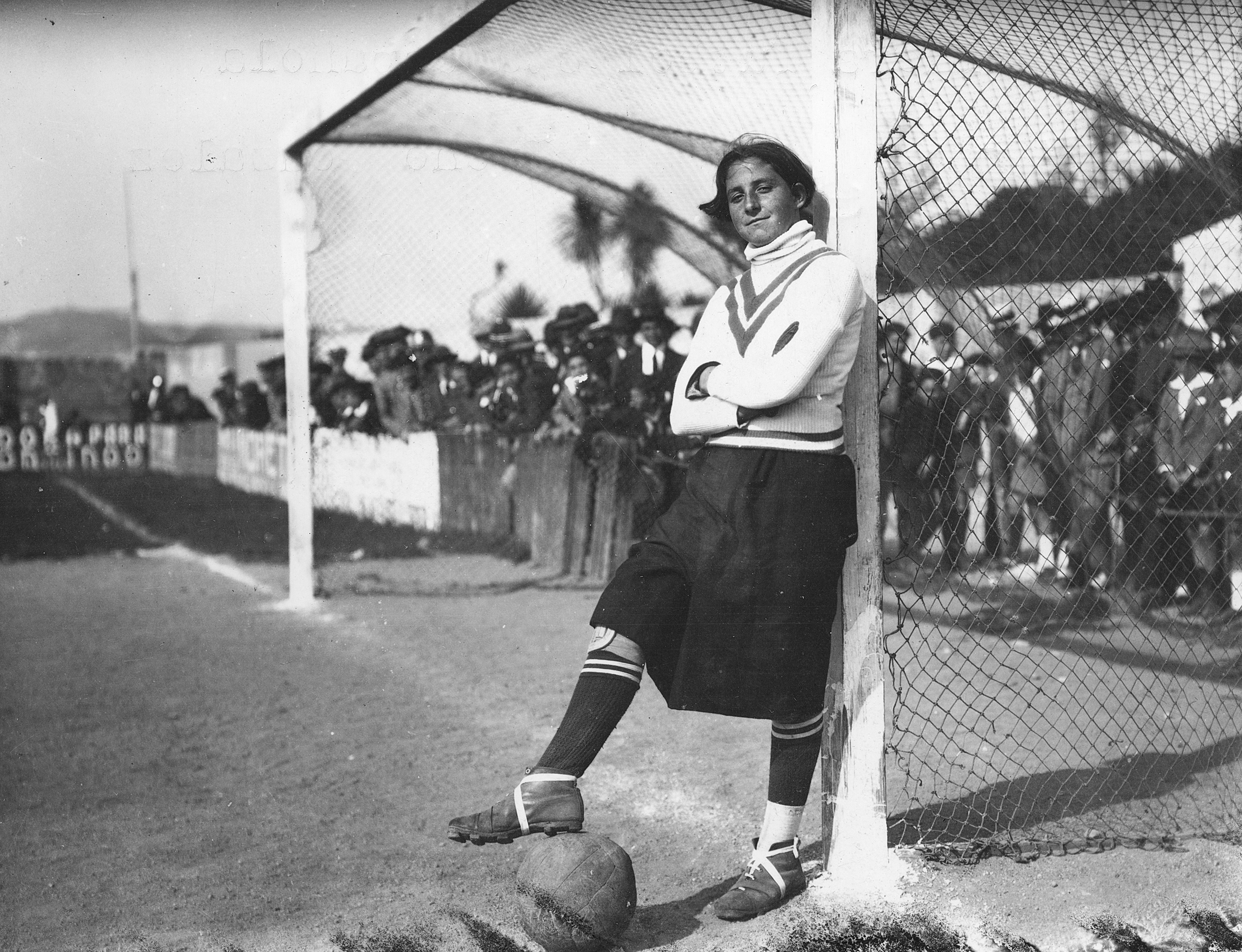
إيرين غونزاليس نظمت ولعبت في مباريات كرة القدم الاحترافية من 1925 إلى 1927.

في عام 1925، أسست لاعبة كرة القدم الإسبانية إيرين غونزاليس من لا كورونيا ناديها الخاص وفرضت رسومًا على المباريات التي كانت تلعبها خلال جولات في غاليسيا وفي البطولات التي نظمتها. على الرغم من أن غونزاليس كانت الوحيدة من النساء في فريقها، فقد اعتبرت أول امرأة تلعب كرة القدم بشكل احترافي.

### عصر الحظر
استمر حظر الاتحاد الإنجليزي لكرة القدم (FA) من 1921 حتى حوالي عام 1971، وقد ألهم أو تزامن مع حظر كرة القدم النسائية في أوروبا خلال نفس الفترة تقريبًا، وبعض هذه الحظورات لم تنتهِ حتى فرض الاتحاد الأوروبي لكرة القدم (UEFA) على الاتحادات الوطنية الأوروبية دمج الرياضة النسائية في برامجها. في بعض الأحيان تزامن الحظر مع التغيير السياسي، مثل الحظر في إسبانيا الفرانكوية الذي بدأ في عام 1936 والذي انتهى بعد الانتقال الإسباني إلى الديمقراطية في أواخر السبعينات.
لم يقتصر الحظر على أوروبا فقط، بل شمل دولًا تحت الإمبراطورية البريطانية، مثل أستراليا وكندا، بعد حظر الاتحاد الإنجليزي، وكذلك دول مثل البرازيل ونيجيريا التي أيضًا حظرت الرياضة لعقود خلال القرن العشرين.
لقد جادل سيمون كوبر والاقتصادي ستيفان شيمانيسكي، مؤلفا كتاب سوسيرنوميكس، بأن كرة القدم النسائية لم تكن مجرد "سوق غير مستغلة، بل قطاع تجاري كان يبيع بانتظام عشرات الآلاف من تذاكر المباريات. وهذه الإيرادات كانت ستنمو بمرور الوقت، كما فعلت إيرادات كرة القدم للرجال." حتى بعد رفع الحظر، تم تقليص الاستثمارات في كرة القدم النسائية إلى مستويات أقل نسبياً من قبل. وقد ساهمت هذه العوامل في التباطؤ النسبي للاحتراف في الرياضة، حيث جاء الاحتراف الكامل في دوري السوبر النسائي الإنجليزي في عام 2018, بعد أكثر من 110 سنوات من احتراف لعبة الرجال.

### عصر ما بعد الحظر
رُفع معظم حظر الرياضة بحلول السبعينيات. خلال السبعينيات، أصبحت إيطاليا أول دولة تضم لاعبات كرة قدم محترفات بدوام جزئي. كما كانت إيطاليا أول دولة تستورد لاعبات أجنبيات من دول أوروبية أخرى، مما رفع من مستوى الدوري. شملت اللاعبات في تلك الفترة سوزان أوغستيسن (الدنمارك)، روز رايلي وإدنا نيليس (اسكتلندا)، آن أوبراين (أيرلندا) وكونسبسيون سانشيز فريير (إسبانيا).
في عام 1970، نظمت الاتحاد الأوروبي لكرة القدم النسائي المستقل (FIEFF) كأس العالم للسيدات 1970 في إيطاليا بدون تدخل من الفيفا. في نهائيات كأس العالم للسيدات 1971 التي استضافتها المكسيك ولعبت في استاد آزتيكا أمام حوالي 110,000 أو 112,500 متفرج، اعترضت الفريق المكسيكي على عدم تلقيهم أجرًا رغم الأرباح التي تحققت من مبيعات التذاكر وإيرادات التلفزيون والتسويق، وهددوا بمقاطعة المباراة. بعد كأس 1971، منع الفيفا الاتحاد المكسيكي لكرة القدم من تنظيم المزيد من البطولات النسائية. في عام 1975، حصلت المهاجمة الجامايكية بيفرلي رينجر على رعاية كافية أثناء لعبها في ألمانيا لتتمكن من كسب عيشها من الرياضة، وهو الأول من نوعه بالنسبة للنساء في ألمانيا.
لم يبدأ أول دوري محترف لكرة القدم النسائية حتى عام 1988 في السويد مع دوري دامالسفينكان شبه المحترف، وذلك قبل ثلاث سنوات من انطلاق أول كأس العالم للسيدات المعتمدة من الفيفا. أما أول دوري محترف بالكامل، فقد انطلق في الولايات المتحدة اتحاد كرة القدم للسيدات الأمريكيين في عام 2001 بعد فوز المنتخب الوطني الأمريكي لكرة القدم للسيدات على المنتخب الصيني لكرة القدم للسيدات في كأس العالم للسيدات 1999 مما أدى إلى ارتفاع غير مسبوق في مستوى الاهتمام بالرياضة.

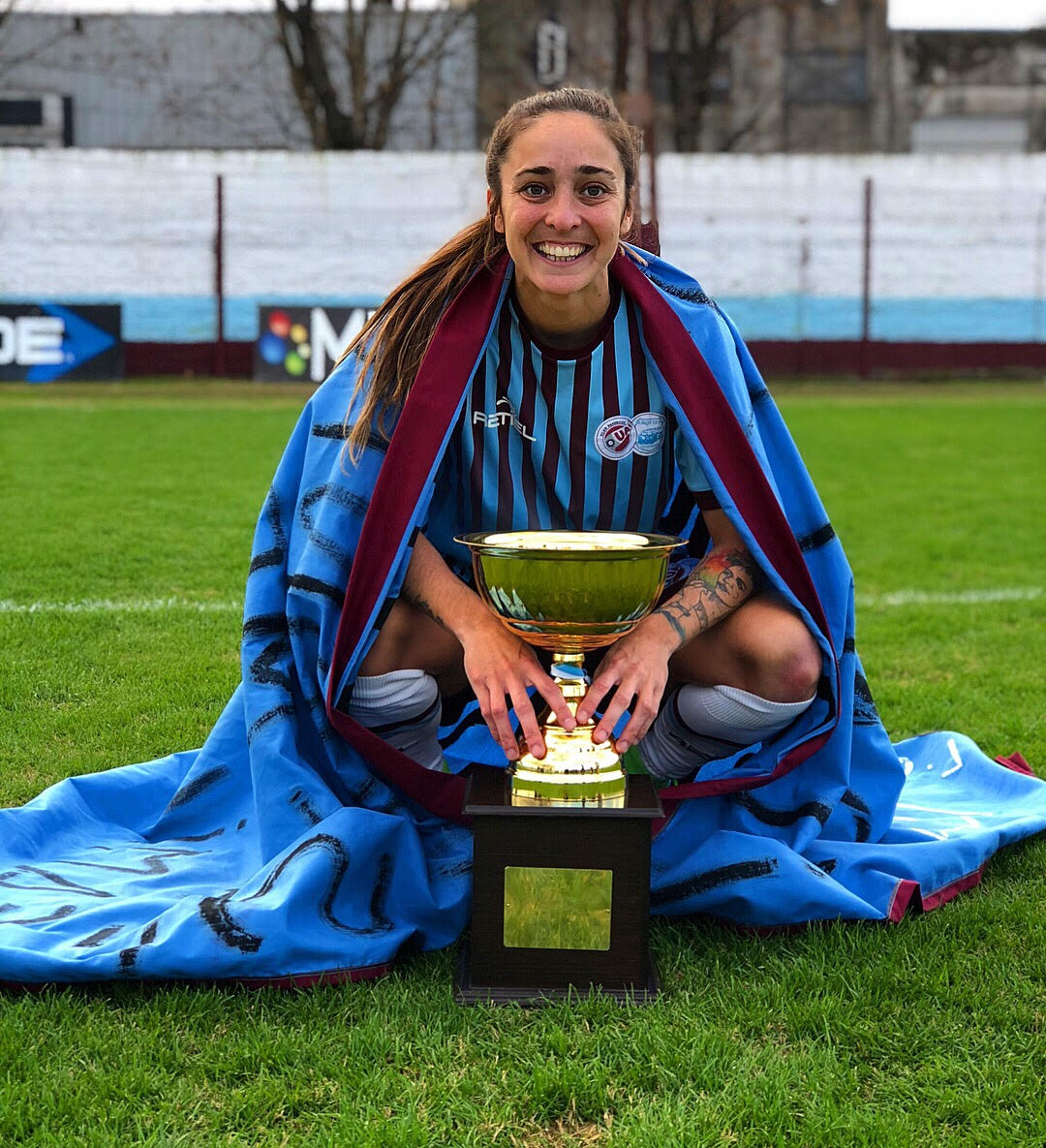
رفع دعوى ماكارينا سانشيز أدى إلى بدء الاحتراف في الدوري الأرجنتيني الدوري الأرجنتيني

.

### النزاعات العمالية
كان الاحتراف في كرة القدم النسائية في بعض الأحيان موضوعًا للتدخل القانوني أو العمل المنظم. على سبيل المثال، قامت الناشطة ولاعبة كرة القدم الأرجنتينية
```
ماكارينا سانشيز  بقيادة الجهود لتحترف دوري كرة القدم الوطني 
الدرجة الأولى الأرجنتينية
 
 
[لغات أخرى]
‏
، لكنها فُصلت من فريقها 
UAI Urquiza
 في يناير 2019 بموجب شروط منعتها من التوقيع مع فريق جديد. فرفعت دعوى قضائية ضد فريقها واتحاد كرة القدم الأرجنتيني (AFA)، مدعية التمييز حيث كانت اللاعبات المحترفات يُعاملن كهاويات.
[
35
]
[
36
]
 أعلن الاتحاد الأرجنتيني لكرة القدم في مارس أنه قد اتفق مع نقابة اللاعبين  Futbolistas Argentinos Agremiados لدعم الاحتراف في الدوري النسائي.
[
37
]
 بعد ثلاثة أشهر من رفع دعواها، كانت سانشيز واحدة من خمسة عشر لاعبة وقعت مع 
سان لورنزو
 بعقد احترافي، ليكون هذا حدثًا تاريخيًا لكرة القدم النسائية في الأرجنتين.
[
36
]
```

تفاوضت، وفي بعض الحالات قام اللاعبون بالإضراب، مما أدى إلى التوصل إلى اتفاقية التفاوض الجماعي بين اللاعبين والأندية لتحقيق الاحتراف في عدة دول مثل أستراليا وإسبانيا  وكذلك في حالة حكام كرة القدم النسائية في الولايات المتحدة وإسبانيا. في بعض الدول، ساعدت الإصلاحات القانونية في تسهيل الاحتراف، مثلما حدث في تشيلي والدنمارك وإيطاليا وإسبانيا.

## التسلسل الزمني حسب الدولة
يوضح هذا الجدول السنة التي تم فيها إدخال الاحتراف بشكل منهجي إلى كرة القدم النسائية، حسب الدولة. قد تكون بعض الدول لديها لاعبات كرة قدم محترفات قبل هذه التواريخ ولكنها تفتقر إلى الاحتراف المنظم على مستوى النادي أو أعلى.
|                  | هذه القائمة غير مكتملة. فضلاً ساهم في تطويرها بإضافة مزيد من المعلومات ولا تنسَ الاستشهاد بمصادر موثوق بها. (مايو 2023) | |                             |
| الدولة           | السنة | ملاحظات | اختصارات مراجع المراجع      |
| إيطاليا          | 1970 | وقعت الأندية في إيطاليا مع اللاعبات عقودًا احترافية، بما في ذلك الانتقالات الدولية، في وقت مبكر من عام 1970، على الرغم من أن بعض العقود المبكرة كانت تقتصر على استرداد النفقات. الإصلاحات القانونية في عام 2019 المستوحاة من نجاح المنتخب الوطني في كأس العالم للسيدات 2019 سمحت لـ الدوري الإيطالي الدرجة الأولى للسيدات بالاحتراف، وفي عام 2022 أصبح أول دوري كرة قدم نسائي محترف بالكامل في البلاد.                                                                  | [ 46 ] [ 47 ]               |
| البرازيل         | 1982 | كان إي سي رادار أول نادٍ في البرازيل معروف بدفع أجور للاعبات بعد نهاية الحظر المفروض على كرة القدم النسائية في عام 1979، على الرغم من عدم دفع أجور لجميع اللاعبات وكانت الأجور قريبة من الحد الأدنى الوطني. الدوري البرازيلي للسيدات، الذي تأسس في عام 2013، هو أول دوري كرة قدم نسائي محترف في البلاد، وأصبح محترفًا بالكامل في عام 2019. | [ 50 ] [ 51 ] [ 52 ] [ 53 ] |
| السويد           | 1988 | دوري دامالسفينسكان هو أقدم دوري كرة قدم نسائي محترف نشط، على الرغم من أنه كان شبه احترافي في المقام الأول مع عدد قليل من الفرق المحترفة بالكامل. | [ 54 ] [ 55 ]               |
| ألمانيا          | 1990 | الدوري الألماني الدرجة الأولى للسيدات هو أول دوري كرة قدم نسائي محترف في ألمانيا، على الرغم من أنه قالب:حتى لا يزال شبه احترافي مع عدد قليل من الفرق المحترفة بالكامل. | [ 56 ] [ 57 ] [ 58 ] [ 59 ] |
| نيجيريا          | 1992 | دفع الدوري النيجيري الممتاز للسيدات المدعوم من الحكومة أجورًا للاعبات، اعتبارًا من عام 2001، تتراوح بين 50 دولارًا أمريكيًا و 300 دولارًا أمريكيًا شهريًا. | [ 60 ] [ 61 ]               |
| الدنمارك         | 1997 | شرعت الدنمارك الاحتراف في كرة القدم النسائية في عام 1997 وقصرته في البداية على الدوري الدنماركي للسيدات. | [ 43 ] [ 44 ] [ 45 ]        |
| إنجلترا          | 2000 | نادي فولهام للسيدات احترف بالكامل في عام 2000، ولكن بدون دوري محترف بالكامل انخفض إلى وضع شبه احترافي بعد عام 2003 وحل في عام 2010. الدوري الإنجليزي الممتاز للسيدات الذي تم إطلاقه في عام 2011 هو أول دوري كرة قدم نسائي محترف في البلاد، تم تطويره قبل دورة الألعاب الأولمبية الصيفية 2012 التي استضافتها لندن وتم افتتاحه في نفس فترة كأس العالم للسيدات 2011. أعيد هيكلته ليصبح محترفًا بالكامل في عام 2018، مما جعله الدوري المحترف الوحيد في أوروبا في ذلك الوقت. | [ 62 ] [ 63 ] [ 64 ]        |
| الولايات المتحدة | 2001 | كان الرابطة المتحدة لكرة القدم النسائية أول دوري كرة قدم نسائي محترف بالكامل في العالم، وتبع مباشرة نجاح البلاد في كأس العالم للسيدات 1999 الذي استضافته الولايات المتحدة. الآن غير موجود، تبعه أيضًا الدوري النسائي المحترف لكرة القدم غير الموجود والدوري الوطني لكرة القدم للسيدات النشط. | [ 65 ]                      |
| اليابان          | 2005 | بعد الحصول على راعي титульный في عام 2004، وقعت اللاعبات عقودًا مع الأندية في القسمين العلويين من دوري ناديشيكو في عامي 2005 و 2006 ولكن ظلوا إلى حد كبير شبه محترفين. دوري WE، الذي بدأ اللعب في عام 2021، هو أول دوري كرة قدم نسائي محترف بالكامل في البلاد. | [ 66 ] [ 67 ] [ 68 ]        |
| أستراليا         | 2008 | تأسس الدوري الأسترالي للسيدات كدوري W شبه محترف بعد كأس العالم للسيدات 2007. انتقل الدوري إلى هيكل دوري أكثر احترافية في عام 2021 مع خطط للاحتراف الكامل، وأستراليا و نيوزيلندا، التي لديها أيضًا فريق في الدوري، تستضيفان كأس العالم للسيدات 2023. | [ 69 ] [ 70 ]               |
| فرنسا            | 2009 | دوري الدرجة الأولى الفرنسي للسيدات، الذي تم إطلاقه في عام 1992، بدأ الاحتراف مع موسم 2009-10. في عام 2023، أضاف الاتحاد الفرنسي لكرة القدم خططًا للاحتراف الكامل للدوري بحلول عام 2024. | [ 71 ] [ 72 ]               |
| جنوب إفريقيا     | 2009 | قدم الدوري الجنوب أفريقي للسيدات الاحتراف في عام 2009، على الرغم من أنه قالب:حتى لم يكن محترفًا بالكامل. | [ 73 ]                      |
| إسبانيا          | 2015 | نادي برشلونة للسيدات احترف في عام 2015. في عام 2021، كان دوري الدرجة الأولى الإسباني للسيدات أول دوري نسائي في أي رياضة يمنحه المجلس الأعلى للرياضة في إسبانيا وضعًا احترافيًا، وخلفه دوري Liga F المحترف بالكامل في عام 2022. | [ 41 ] [ 74 ] [ 75 ]        |
| الصين            | 2015 | أعيد إطلاق الدوري الصيني الممتاز للسيدات كدوري احترافي في عام 2015 وأصبح محترفًا بالكامل في عام 2016. | [ 76 ] [ 77 ]               |
| الهند            | 2017 | الدوري الهندي للسيدات هو أول دوري كرة قدم نسائي محترف في البلاد. | [ 78 ]                      |
| المكسيك          | 2017 | تبع دوري MX للسيدات جهدًا غير ناجح لاحتراف سلفه، الدوري المكسيكي لكرة القدم للسيدات، في عام 2007. أزال دوري MX للسيدات سقف رواتب قدره 750 دولارًا شهريًا في عام 2019 وسمح للفرق بأن تصبح محترفة بالكامل، على الرغم من أن ليس جميع لاعبي الدوري محترفين بالكامل، وفي عام 2021 نفذ الاتحاد المكسيكي لكرة القدم إصلاحات لمنع التواطؤ غير القانوني لقمع الأجور. | [ 29 ] [ 79 ] [ 80 ] [ 81 ] |
| الأرجنتين        | 2019 | بدأ دوري كرة القدم النسائية، الذي تأسس في عام 1991، الاحتراف في عام 2019. | [ 82 ]                      |
| كوستاريكا        | 2019 | احترف قسم كرة القدم النسائية في ديبورتيفو سابريسا في عام 2018، على الرغم من أن الفريق اختفى في عام 2025 بسبب نقص دوري محترف. احترف ألاخويلينسي لكرة القدم النسائية، وهو فريق في الدوري الكوستاريكي الممتاز للسيدات، في عام 2019 بدءًا من التوقيع مع شيرلي كروز. فريق آخر، سي إس هيريديانو احترف قسم كرة القدم النسائية في عام 2020، ولكن تم حل الفريق في عام 2023 بسبب نقص الدعم لكرة القدم النسائية من الاتحاد الكوستاريكي لكرة القدم                                  | [ 83 ]                      |
| اليونان          | 2021 | أعلن فريق كرة القدم النسائية في نادي أريس سالونيك في أغسطس 2021 عن احترافه ضمن الدرجة الأولى. | [ 84 ]                      |
| تشيلي            | 2022 | وافقت غرفة نواب تشيلي على إصلاحات قانونية تجعل كرة القدم النسائية احترافية، وتلزم بأن يكون نصف لاعبي كل نادٍ في الدرجة الأولى على الأقل بموجب عقد مع حد أدنى للأجور الفيدرالية على الأقل في عام 2022، وكل لاعب بحلول عام 2025. | [ 42 ]                      |
| اسكتلندا         | 2022 | أعيد هيكلة الدوري الاسكتلندي لكرة القدم النسائية في عام 2022 نحو الاحتراف. | [ 85 ]                      |
| جمهورية أيرلندا  | 2023 | قدم الدوري الأيرلندي الممتاز للسيدات عقودًا احترافية في ديسمبر 2022 وبدأ اللعب في عام 2023، قبل كأس العالم للسيدات 2023 | [ 86 ]                      |
| ويلز             | 2023 | أعلن نادي ريكسهام للسيدات في فبراير 2023 عن نيته أن يصبح أول فريق شبه محترف في أدران بريمير للهواة. | [ 87 ]                      |
| معلقة            | | |                             |
| كندا             | 2025 | شاركت اللاعبة السابقة ديانا ماثيسون في تأسيس دوري كرة قدم نسائي محترف، وهو الأول من نوعه في البلاد، في ديسمبر 2022 بهدف اللعب في عام 2025. | [ 88 ]                      |

المصطلحات:
احترافالأندية أو الدوريات أو الإصلاحات القانونية تقدم عقودًا احترافية للاعبين.
شبه احترافيةيتم تعويض اللاعبين ماليًا مقابل اللعب، ولكن يتم توظيفهم بدوام جزئي فقط.
احترافيةيتم تعويض بعض اللاعبين على الأقل في نادٍ أو دوري ماليًا، وهم لاعبو كرة قدم بدوام كامل.
احترافية بالكاملجميع اللاعبين في نادٍ أو دوري هم لاعبو كرة قدم محترفون بدوام كامل.

## قراءات مُعمقة
- إلسي، برندا؛ نادل، جوشوا (21 مايو 2019). Futbolera: تاريخ النساء والرياضة في أمريكا اللاتينية. دار نشر جامعة تكساس. DOI:10.7560/310427-011. ISBN:978-1-477-31042-7.
- ويليامز، جان (2019). "كرة القدم النسائية، أوروبا والاحتراف 1971-2011" (PDF). International Centre for Sports History and Culture, جامعة دي مونتفورت. مؤرشف من الأصل (PDF) في 2023-01-31 – عبر UEFA Academy. {{استشهاد بدورية محكمة}}: الاستشهاد بدورية محكمة يطلب |دورية محكمة= (مساعدة)
- أندو، كوزوي؛ ساتو، تاكاهيرو؛ ريتشاردسون، إيما ف.؛ تومورا، تكا فومي؛ فوروتا، يو؛ كاساهارا، هاروكه؛ نيشجيما، تاكاهيكو (1 أكتوبر 2022). "آراء لاعبات كرة القدم المحترفات في اليابان حول تطوير حياتهن المهنية الثانية". مجلة النساء في الرياضة والنشاط البدني. ج. 30 ع. 2: 151–160. DOI:10.1123/wspaj.2022-0005. ISSN:1063-6161. S2CID:252030879. مؤرشف من الأصل في 2025-02-23.
- كناينيك, خورخي; كوستا, آنا, eds. (2022). كرة القدم النسائية في أمريكا اللاتينية. الأنوثات الجديدة في الثقافات الرقمية والبدنية والرياضية (بإنجليزية). بالغريف ماكميلان. DOI:10.1007/978-3-031-07976-4. ISBN:978-3-031-07975-7. Archived from the original on 2023-05-12.{{استشهاد بكتاب}}:  صيانة الاستشهاد: لغة غير مدعومة (link)
- كولفين، أليكس؛ بويس، علي، المحررون (9 مارس 2023). كرة القدم النسائية في عصر الاحتراف العالمي. إيميرالد للنشر المحدودة. ISBN:978-1-80071-053-5. مؤرشف من الأصل في 2023-07-05.

قالب:كرة القدم النسائية